# ステファン・スピロフスキ
ステファン・スピロフスキ（Stefan Spirovski 、1990年8月23日 - ）は、ユーゴスラビア（現北マケドニア）・ビトラ出身のプロサッカー選手。サッカー北マケドニア代表。MTKブダペストFC所属。ポジションはMF。

## 経歴

### クラブ
地元クラブであるFKペリステルでプロキャリアをスタート。
2009-10シーズン冬、セルビアのFKボラツ・チャチャクに移籍。2012年8月、母国マケドニアのFKラボトニツキに期限付き移籍。
2014年1月、ブルガリアのPFCベロエ・スタラ・ザゴラに移籍。
2015年1月、再び母国に戻りFKバルダールに移籍。バルダールでは2014–15シーズンから2016–17シーズンにかけてリーグ3連覇を達成した。
2017年8月、ハンガリーのフェレンツヴァーロシュTCに移籍。
2019年9月6日、イスラエルのハポエル・テルアビブFCに移籍。2020年4月に契約満了によりハポエル・テルアビブFCを退団。
2020年7月、キプロスのAEKラルナカに加入。

### 代表
2011年8月10日、アゼルバイジャン代表とのフレンドリーマッチで北マケドニア代表デビュー。2017年3月28日、ベラルーシ代表とのフレンドリーマッチで代表初ゴールを決めた。

## タイトル
FKバルダール
- プルヴァ・マケドンスカ・フドバルスカ・リーガ: 2014–15, 2015–16, 2016–17
- マケドニア・スーパーカップ: 2015